# Mazăre

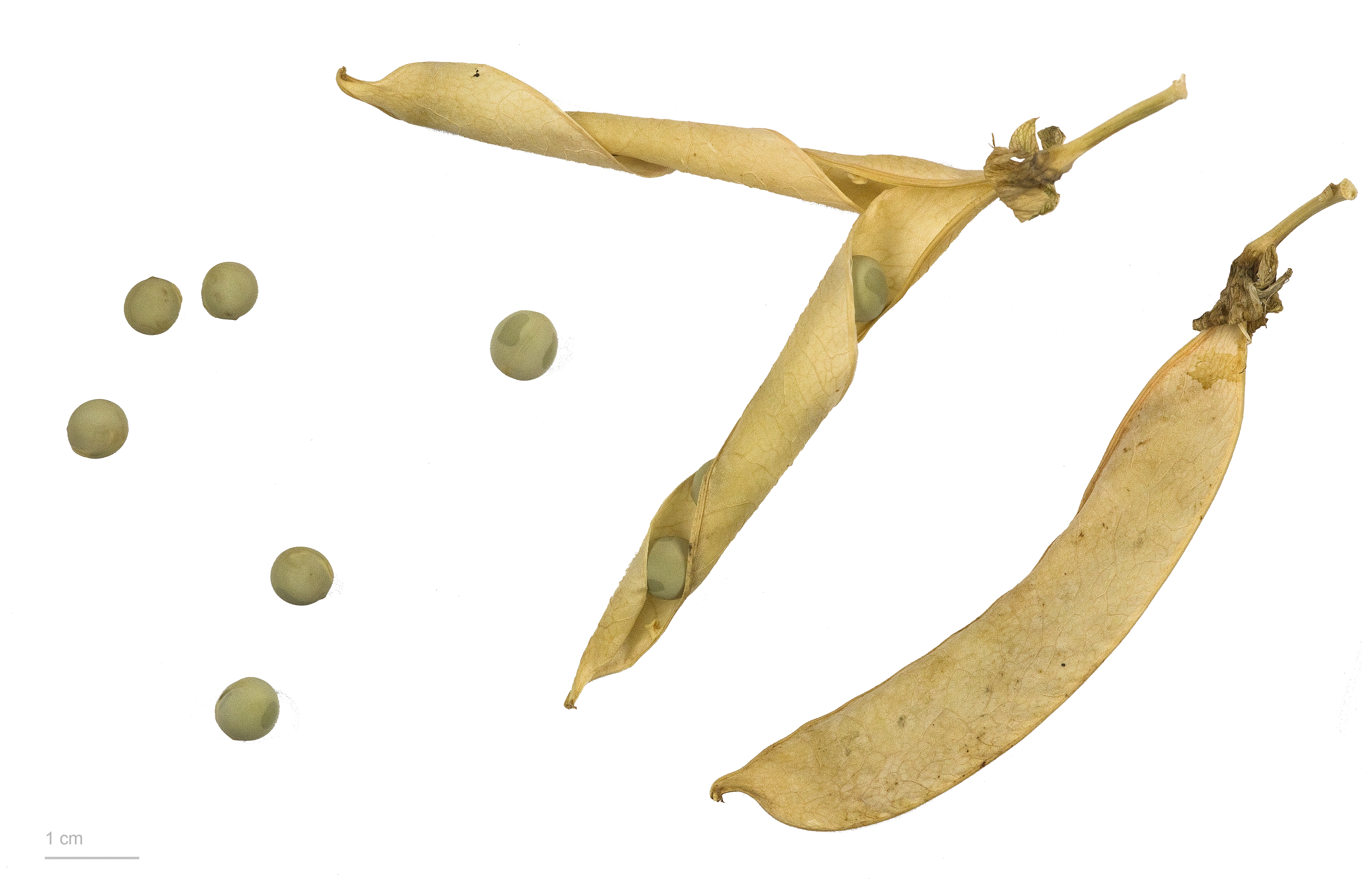
Pisum sativum

Mazărea (Pisum sativum) este o plantă ierboasă, cultivată. Face parte din familia leguminoaselor,fiind dicotiledonată. Rădăcina sa este pivotantă, cu nodozități. Tulpina este aeriană, ierboasă și volubilă, însă fără țesut de  susținere. Frunzele sunt compuse și se termină cu cârcei. Florile sunt pe tipul 5 pedunculi, 5 sepale verzi, 5 petale inegale, 9 stamine unite și un pistil. Fructul se numește păstaie.

## Specii și varietăți
Câteva soiuri de mazăre cu bobul neted  
- Fina verde ,- este un soi semitimpuriu, boabele sunt fine și extrafine.

- Alaska ,- este un soi de mazăre timpuriu, boabele sunt fine și extrafine.

- Prima, - este un soi de mazăre timpuriu, boabele sunt fine și extrafine.

Câteva soiuri de mazăre cu bobul zbârcit
- Mingomark, - este un soi de mazăre timpuriu, rezistent la secetă.

- Vidra 187,- este un soi semitârziu, cu boabe fine și foarte fine.

- Gotinga, - este un soi târziu, boabele de mazăre sunt mijlociu de fine.

Mazărea, este o plantă nepretențioasă fața de solul unde este cultivată, dar este sensibilă la condițiile climaterice, în special la secetă, este recomandată udarea culturilor, pentru a obține producții optime.

## Caractere morfologice
- Rădăcina nu prezintă rizodermă

## Însușiri fiziologice
Mazărea, Pisum sativum, posedă numeroase varietăți și forme.
Rădăcina este pivotantă și puternic dezvoltată, cu numeroase ramificații laterale pe care se găsesc nodozitațiile. Zona perilor radiculari are o mare capacitate de solubilizare, ceea ce permite plantei să folosească fosforul și alte substanțe nutritive din compușii greu solubili.
Tulpina are o lungime de 35 – 200 cm și poate fi simplă sau ramificată de la bază.
Frunzele sunt paripenate, cu 2-3 perechi de foliole alungit-ovoide sau rotunde. La baza frunzei se află două stipele mari, amplexicaule, de formă semi-cordată. Are foliolele din vârful frunzei compuse transformate în cârcei.
Florile, de culoare albă sau puțin violet-roșcată, sunt dispuse la sub-suoara frunzelor, câte una la soiurile timpurii și câte 2-5 la cele tardive. Corola are formă papilionată. Staminele - organele de reproducere mascule – la mazăre sunt în număr de 9 concrescute prin filamentele lor și cea de-a 10-a liberă. În mijlocul florii se află gineceul care este monocarpelar – carpelele sunt frunze modificate și adaptate la funcția de înmulțire.
Este o plantă autogamă, la care polenizarea se face direct, polenul ajungând pe stigmatele aceleiași flori, însă nu este exclusă și polenizarea incrucișată, când polenul trece dintr-o floare într-alta, prin mijlocirea vântului, a insectelor, a apei și sub acțiunea omului.
Fructul este o păstaie dehiscentă, cu 3-7 semințe globuloase, netede, de culoare galbenă, verzuie sau brună.
După fecundație, din ovule se formează semințele. Integumentele ovulului se transformă în tegumentul seminței, din celula ou se dezvoltă embrionul, iar din celula secundară se formează endospermul, un țesut cu substanțe de rezervă, necesare pentru hrana embrionului. Forma semințelor la mazăre este sferică.

## Istoric
Originară din Asia Mica și Asia Centrală, mazărea a fost cultivată în antichitate de greci și romani în sudul Europei, de unde apoi s-a răspândit în tot continentul; în România este adusă în secolul al XVII-lea.

## Importanță
Nu are o importanță foarte mare, dar este comercializată în foarte multe țări pentru gustul său deosebit.
Mazărea, fasolea, lintea sunt folosite la prepararea unor mâncăruri. Leguminoasele sunt importante și pentru refacerea structurii și fertilității solurilor. Semințele leguminoaselor sunt bogate în substanțe dulci, proteine,grăsimi,iar din unele se extrag uleiuri.

## Cultura mazărei
- Cerințe față de climă și sol.

Mazărea nu este foarte pretențioasă față de sol, dar față de climă nu se poate spune același lucru; dacă este secetă nu se va obține aceeași producție ca atunci când plouă, deci este recomandată irigarea culturilor respective.
- Zone ecologice.

- Soiuri de mazăre.

- Asolament.

- Sistemul de îngrășare.

- Lucrări de îngrijire.

- Boli și dăunători.

## Tratamente naturale cu ajutorul mazărei
Pe lângă utilizarea mazărei în preparatele culinare, se cunoaște și întrebuințarea acesteia ca remediu natural, ajutând în vindecarea și tratarea numeroaselor afecțiuni. Mazărea contribuie la tratamentul osteoporozei, hipertensiunii arteriale, constipației, diabetului etc.

Mazărea verde mai este recomandată a fi utilizată și în tratarea bolilor renale sau stărilor de epuizare atât fizică cât și psihică. Mazărea uscată este și ea importantă, deoarece asigură organismului necesarul de energie.